# Agave grisea
Agave grisea ist eine Pflanzenart aus der Gattung der Agaven (Agave).

## Beschreibung

### Vegetative Merkmale
Agave grisea wächst mit einzelnen Rosetten. Ihre grünen und etwas glauken oder grauen, ziemlich matten, lanzettlichen  Laubblätter sind etwas konkav. Die Blattspreite ist 150 bis 200 Zentimeter lang und 10 bis 20 Zentimeter (selten bis zu 25 Zentimeter) breit. Der Blattrand variiert von fast gerade bis deutlich konkav. An ihm befinden sich 2 bis 3 Millimeter (selten bis zu 5 Millimeter) lange Randzähne, die 15 bis 25 Millimeter (selten bis zu 45 Millimeter) voneinander entfernt stehen. Die stark dreieckigen, leicht gebogenen Randzähne sind gelegentlich an der Blattbasis breiter oder fast linsenförmig. Der rötlich kastanienbraune oder braune Enddorn ist dreikantig konisch oder etwas pfriemlich und leicht gebogen. Er ist abgeflacht oder bis zu seiner Mitte oder darüber hinaus seicht konkav oder er weist leicht einwärts gebogene Ränder auf. Der glatte Enddorn ist 10 bis 15 Millimeter (selten bis zu 20 Millimeter) lang. Er ist auf einer Länge von 10 bis 20 Millimeter oder mehr herablaufend.

### Blütenstände und Blüten
Der längliche, „rispige“ Blütenstand ist 6 bis 8 Meter lang. Die Teilblütenstände befinden sich in der oberen Hälfte des Blütenstandes. Die Blüten sind 40 bis 55 Millimeter lang. Ihre Perigonblätter sind goldgelb, die Zipfel 15 bis 18 Millimeter lang. Die Blütenröhre weist eine Länge von etwa 8 Millimeter auf. Der länglich spindelförmige Fruchtknoten ist 20 bis 30 Millimeter lang.

### Früchte
Die länglichen Früchte sind 4 Zentimeter lang und 2 Zentimeter breit. Sie sind kurz gestielt und geschnäbelt.

## Systematik und Verbreitung
Agave grisea ist auf Kuba verbreitet.
Die Erstbeschreibung durch William Trelease wurde 1913 veröffentlicht.

## Nachweise